# Император (римска титула)
Император је у свом оригиналном значењу била висока војна титула у Римској републици. Римски извори користе овај термин да означе управитеље провинција који су уједно имали и команду над војском провинције, другим речима, они који су управљали империјумом ван града Рима или померијумом (pomerium лат.  — иза зидина).
Постоје многе теорије о етимологији ове речи и данас је прихваћена она коју су дали Ерну и Меј у свом речнику латинских термина Dictionnaire étymologique de la langue latine, а то је да је реч imperator настала од глагола impero што значи командовати, а која је опет, настала од две речи — in + paro — „предузети неопходне мере“, „извршити припреме како би се постигао одређени циљ“, „натерати неког да нешто уради“.

## Избор
Император је могао да буде биран на два начина: регуларни избор који се одржавао увек у граду у којем су учествовали народ и сенатори. Други начин је вио избор спонтаном акламацијом војске која се увек дешавала у хитним случајима и на бојном пољу, када је било неопходно хитно именовати новог императора било након смрти војсковође, било због побуне у војсци, било ради признавања легитимитета једног од војсковођа у сукобу око превласти са другим војсковођом.
Избору претходи јавна дискусија о магистратима кандидатима за ово место. Дискутује се о њиховој способности да предводе војску (exercitus imperatus) у војним акцијама Рима ван зидина града Рима (pomerium). Осим војне функције, император такође добија и врховну цивилну власт на територијама ван Рима. Након избора, новоизабрани император полаже заклетву (sacramentum) пред војском. Од тог момента, он постаје врховни командант те војске. Након победе на конзуларним изборима, Сенат онда додељује провинције изабраним императорима било по сопственој вољи (extra sortem), било жребом. Овај избор може бити стављен на плебисцит где би га народ потврдио или одбацио. Уколико се народ не сложи, одлука Сената може бити одбачена. Народ се такође може консултовати и у случајима када двојица императора претендују на исту провинцију. Одлука на плебисциту не може променити одлуку Сената, али се узима у обзир како би се дошло до компромиса између Сената и народа представљеног у лику трибуна. У позној Римској републици, подела провинција је била све тежа због константног противљења народа одлукама Сената, тако да више није било ни компромисних решења, нити је Сенат консултовао народ, него је о дистрибуцији провинција одлучивао трибун и старао се да се те одлуке поштују, потпомогнут плебисцитом. Моћ трибуна је била толико велика да је могао да опозове императоре који су се већ налазили у својој провинцији који су претходно били изабрани, Сенат им доделио провинцију, а они положили заклетву пред својом војском.

## Император и цар
Након пропасти Римске републике, ова титула је постала део титулатуре римских царева, а у политички речник западноевропских језика је ова реч ушла са измењеним значењем, означавала је цара. Настојећи да се повеже с ишчезлим Римским царством, Карло Велики је 800. године за себе узео титулу императора, а од њега су је преузели будући монарси Светог римског царства, а од њих су је преузели касније аустријски монарси. Одатле и чињеница да се у већини западноевропских језика реч „император“ користи за титулу цара уопште (енглески: ; шпански: ; италијански: ; француски: ), док се реч „цар“ користи искључиво за словенске цареве (енглески: ; шпански: ; италијански: ; француски: zar; немачки: zar). У тим језицима, за титулу римског императора користи се латинска реч imperator.
У српском језику, реч император не треба користити у значењу римских царева, јер се ради о две различите титуле. Такође треба водити рачуна и са речју империја, јер није увек исто што и царство, с обзиром да се такође може односити на колонијалну силу која не мора по политичком уређењу бити царство, као нпр. Британска империја или Шпанска империја. С друге стране, у руској историји јасно се разликују два периода царства и империје — Иван Грозни је 1547. прогласио Русију царством а себе царем, а Петар Велики је 1721. одбацио титулу цара и прогласио се императором. Овај потез био је део Петрове прозападне политике, наиме, тиме је желео да се повеже с римском традицијом и да се приближи Западу.